# Mellé
Mellé é uma comuna francesa na região administrativa da Bretanha, no departamento Ille-et-Vilaine. Estende-se por uma área de 15,35 km². Em 2010 a comuna tinha 662 habitantes (densidade: 43,1 hab./km²).